# استان سانگره گرانده
استان سانگره گرانده (به لاتین: Sangre Grande Regional Corporation) یک استان در ترینیداد و توباگو است. استان سانگره گرانده ۸۹۸٫۹۴ کیلومتر مربع مساحت و ۶۴٬۳۴۳ نفر جمعیت دارد.